# William Mueller
William Theodore Mueller (Coffeyville, 10 september 1980) is een Amerikaans professioneel worstelaar, beter bekend onder ring naam Trevor Murdoch. Hij was actief in het World Wrestling Entertainment (WWE), Total Nonstop Action Wrestling (TNA) en is actief in de World League Wrestling (WLW).

## In worstelen
- Finishers
  - Ace of Spades (Leg trap sunset flip powerbomb) - 2007-2009
  - Diving bulldog
  - Snap DDT

- Signature moves
  - Boston crab
  - Full nelson slamlifted and dropped into a side slam
  - Jawbreaker
  - Lariat
  - Lifting sitout spinebuster
  - Reverse STO
  - Running big boot

- Met Lance Cade
  - Finishers
    - Sweet and Sour (Simultaneous lariat (Cade) / chop block (Murdoch) combinatie)

  - Signature moves
    - Inverted atomic drop van Cade gevolgd door een running big boot van Murdoch

- Bijnaam
  - "The Outlaw" (TNA)

## Kampioenschappen en prestaties
- Cauliflower Alley Club
  - Future Legend Award (2009)

- World League Wrestling
  - WLW Heavyweight Championship (3 keer)
  - WLW Tag Team Championship (3 keer; 1x met Bull Schmitt en 2x met Wade Chism)

- World Wrestling Entertainment
  - WWE World Tag Team Championship (3 keer met Lance Cade)